# Клетское сельское поселение (Клетский район)
Кле́тское се́льское поселе́ние — муниципальное образование в составе Клетского района Волгоградской области.
Административный центр — станица Клетская.

## История
Решением облисполкома от 22 июня 1965 года станица Клетская Клетского сельсовета была отнесена к категории рабочих поселков, присвоено ему наименование поселок Клетский, Клетский сельсовет был переименован в Клетский поселковый Совет.
Решением Малого совета облсовета от 24 марта 1992 года № 8/100 было отменено решение облисполкома от 22 июня 1965 года № 17/353 «Об отнесении ст. Клетской к категории раб. поселка», оставив за данным населенным пунктом прежнее название — станица Клетская. Клетский поселковый совет был преобразован в Клетский сельсовет с центром в станице Клетской. В состав сельсовета включены хутора Караженский, Мелоклетский, Поднижний, ранее подчиненные Клетскому поссовету.
Клетское сельское поселение образовано 14 февраля 2005 года в соответствии с Законом Волгоградской области № 1003-ОД.

## Население
| 2010  | 2012  | 2013  | 2014  | 2015  | 2016  | 2017  |
| ----- | ----- | ----- | ----- | ----- | ----- | ----- |
| 6047  | ↗6061 | ↗6083 | ↗6159 | ↗6247 | ↘6143 | ↘6096 |
| 2018  | 2019  | 2020  | 2021  |       |       |       |
| ↘5983 | ↘5868 | ↘5787 | ↘5562 |       |       |       |

## Состав сельского поселения
| № | Населённый пункт | Тип населённого пункта          | Население |
| - | ---------------- | ------------------------------- | --------- |
| 1 | Караженский      | хутор                           | ↘228      |
| 2 | Клетская         | станица, административный центр | ↘4975     |
| 3 | Мелоклетский     | хутор                           | 232       |
| 4 | Поднижний        | хутор                           | 264       |